# Oelze (Fluss)
Die Oelze ist ein zehn Kilometer langer linker Nebenfluss der Schwarza im Thüringer Schiefergebirge.

## Geschichte
Der Fluss wird erstmals in einer Urkunde aus dem Jahre 1229 unter dem Namen Ůlsna erwähnt. Das Wort stammt aus dem Slawischen und bedeutet „Erle“. Vermutlich standen am Ufer zahlreiche Erlen, die der Namensgebung zugrunde lagen. Im Laufe der Jahrhunderte wandelte sich der Name zur heutigen Bezeichnung.
Heinrich II., Graf von Schwarzburg-Blankenburg bestätigt dem Kloster Volkenroda das Eigentum an einem Teil des Schwarzwaldes, der unter anderem vom Bocksbach und der Oelze begrenzt wird, und erlässt dem Kloster den Zoll auf alle Transporte.

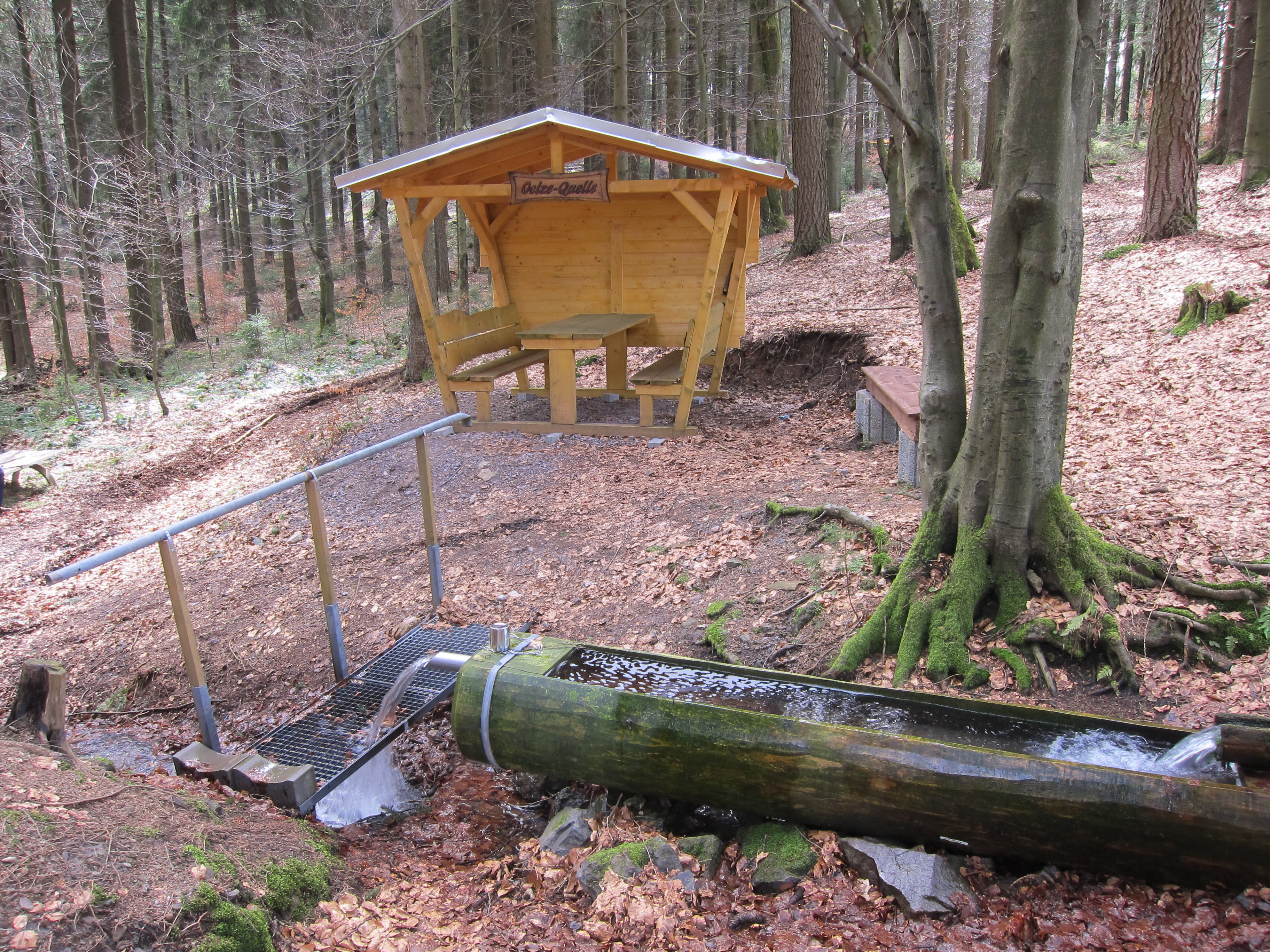
An der Oelzequelle

## Verlauf
Die Quelle der Oelze befindet sich 758 m ü. NN ca. 500 m östlich von Kahlert, einer Ansiedlung, welche zu Neustadt am Rennsteig gehört. In ihrem Oberlauf fließt die Oelze in einem Bogen um den 737 m ü. NN hohen Berg Rotkopf durch das Bettelmannstal, in welchem sie das Altenfelder Waldschwimmbad speist. In ihrem weiteren Verlauf durchfließt sie in einem Talkessel den Ort Altenfeld. Am Ortsausgang von Altenfeld in Richtung Katzhütte mündet der Reischelbach in die Oelze. Unterhalb von Altenfeld fließt der Bach in südöstlicher Richtung weiter durch das Oelzetal vorbei an zwei ehemaligen Schneidmühlen, der Unteren Klemmsteiner Mühle und der Leutnantsmühle, welche die Wasserkraft der Oelze nutzten, um ihre Mühlräder damit anzutreiben. Das Tal der Oelze wird von der Oelzetalbrücke der Neubaustrecke Erfurt–Ebensfeld überspannt, welche zwischen 2007 und 2010 hier entstand. Unterhalb der Leutnantsmühle fließt der Grundsbach in die Oelze. Der Fluss mündet schließlich in Oelze, einem Ortsteil der Gemeinde Katzhütte in die Schwarza.